# جهاز نقل الركاب في لندن
جهاز نقل الركاب في لندن (بالإنجليزية: London Passenger Transport Board)‏ هو المنظمة المسؤلة عن المواصلات العامة المحلية في لندن وضواحيها منذ عام 1933 وحتى عام 1948.